# Championnats d'Amérique du Nord, d'Amérique centrale et des Caraïbes d'athlétisme 2007
Navigation
Édition suivante
La première édition des championnats d'Amérique du Nord, d'Amérique centrale et des Caraïbes d'athlétisme, organisée par la NACAC, ont lieu du 13 au 15 juillet 2007 au stade national Jorge González à San Salvador, au Salvador. 
Afin de ne pas rentrer en concurrence avec la 21e édition des championnats d'Amérique centrale et des Caraïbes, ceux-ci sont retardés à 2008.
Cette compétition précède de six semaines les championnats du monde organisés à Osaka.

## Résultats

### Hommes
| Épreuves          | Or                                                                                    | Argent                                                                             | Bronze                                                                                           |                             |
| ----------------- | ------------------------------------------------------------------------------------- | ---------------------------------------------------------------------------------- | ------------------------------------------------------------------------------------------------ | --------------------------- |
| 100 m             | Richard Thompson Trinité-et-Tobago 10 s 32                                            | Monzavous Edwards États-Unis 10 s 32                                               | Abidemi Omole États-Unis 10 s 34                                                                 |                             |
| 200 m             | Jordan Vaden États-Unis 20 s 17                                                       | Michael Mitchell États-Unis 20 s 48                                                | Chris Lloyd Dominique 20 s 73                                                                    |                             |
| 400 m             | Calvin Smith Jr. États-Unis 45 s 52                                                   | Arismendy Peguero République dominicaine 45 s 63                                   | Nery Brenes Costa Rica 46 s 00                                                                   |                             |
| 800 m             | Golden Coachman États-Unis 1 min 49 s 01                                              | Pablo Solares Mexique 1 min 49 s 28                                                | Moise Joseph Haïti 1 min 50 s 25                                                                 |                             |
| 1 500 m           | Pablo Solares Mexique 3 min 45 s 29                                                   | Isaías Haro Mexique 3 min 48 s 53                                                  | Luis Soto Porto Rico 3 min 49 s 69                                                               |                             |
| 5 000 m           | Ben Bruce États-Unis 14 min 27 s 90                                                   | Julio Perez Mexique 14 min 29 s 45                                                 | Jose Garcia Guatemala 14 min 33 s 31                                                             |                             |
| 10 000 m          | Julio Perez Mexique 29 min 38 s 31                                                    | Jose Garcia Guatemala 29 min 42 s 11                                               | Seulement deux compétiteurs                                                                      | Seulement deux compétiteurs |
| 110 m haies       | Dexter Faulk États-Unis 13 s 35                                                       | Decosma Wright Jamaïque 13 s 67                                                    | Linnie Yarbrough États-Unis 13 s 70                                                              |                             |
| 400 m haies       | Laron Bennett États-Unis 48 s 76                                                      | Jonathan Williams Belize 48 s 88                                                   | Javier Culson Porto Rico 49 s 31                                                                 |                             |
| 3 000 m steeple   | Michael Spence États-Unis 8 min 39 s 51                                               | Josafat Gonzalez Mexique 8 min 43 s 08                                             | Ben Bruce États-Unis 8 min 56 s 09                                                               |                             |
| 4 × 100 m         | États-Unis Abidemi Omole Jordan Vaden Michael Mitchell Monzavous Edwards 38 s 99      | Jamaïque Decosma Wright Orlando Reid Tristan Taylor Carl Barret 39 s 77            | Trinité-et-Tobago Niconnor Alexander Richard Thompson Rondel Sorrillo Emmanuel Callander 39 s 92 |                             |
| 4 × 400 m         | États-Unis Reuben McCoy Calvin Smith Jr. Michael Mitchell David Neville 3 min 02 s 78 | Jamaïque DeWayne Barrett Lansford Spence Bryan Steele Michael Manson 3 min 04 s 32 | République dominicaine Carlos Santa Pedro Mejía Yoel Tapia Arismendy Peguero 3 min 04 s 96       |                             |
| 20 km marche      | Walter Sandoval Salvador 1 h 28 min 29 s                                              | David Mejia Mexique 1 h 28 min 51 s                                                | Allan Segura Costa Rica 1 h 29 min 50 s                                                          |                             |
| Saut en hauteur   | Adam Shunk États-Unis 2,23 m                                                          | Gerardo Martínez Mexique 2,21 m                                                    | Julio Luciano République dominicaine 2,17 m                                                      |                             |
| Saut à la perche  | José Montano Mexique 5,15 m                                                           | Cristian Sanchez Mexique 4,80 m                                                    | Jeremy Scott États-Unis 4,80 m                                                                   |                             |
| Saut en longueur  | Carlos Jorge République dominicaine 7,89 m                                            | Tyrone Harris États-Unis 7,83 m                                                    | Le Juan Simon Trinité-et-Tobago 7,71 m                                                           |                             |
| Triple saut       | Marc Kellman États-Unis 16,50 m                                                       | Allen Simms Porto Rico 16,37 m                                                     | Le Juan Simon Trinité-et-Tobago 15,72 m                                                          |                             |
| Shot put          | Rubin Williams États-Unis 18,43 m                                                     | Tyron Benjamin Dominique 16,81 m                                                   | Jorge Castro Guatemala 13,91 m                                                                   |                             |
| Lancer du disque  | Nick Petrucci États-Unis 56,17 m                                                      | Adonson Shallow Saint-Vincent-et-les-Grenadines 52,39 m                            | Jesús Sánchez Mexique 50,15 m                                                                    |                             |
| Lancer du marteau | Jake Freeman États-Unis 70,32 m                                                       | Luis Saavedra Mexique 62,62 m                                                      | Roberto Sawyers Costa Rica 61,98 m                                                               |                             |
| Lancer du javelot | Justin St. Clair États-Unis 73,16 m                                                   | Darwin Garcia République dominicaine 69,64 m                                       | Rigoberto Calderón Nicaragua 66,50 m                                                             |                             |
| Décathlon         | Darwin Colón Honduras 6 330 pts                                                       | Adolphus Jones Saint-Christophe-et-Niévès 6 092 pts                                | Seulement deux compétiteurs                                                                      | Seulement deux compétiteurs |

### Femmes
| Épreuves          | Or                                                                                 | Argent                                                                               | Bronze                                                                                       |
| ----------------- | ---------------------------------------------------------------------------------- | ------------------------------------------------------------------------------------ | -------------------------------------------------------------------------------------------- |
| 100 m             | Mechelle Lewis États-Unis 11 s 37                                                  | Alexis Weatherspoon États-Unis 11 s 43                                               | Carol Rodríguez Porto Rico 11 s 47                                                           |
| 200 m             | Virgil Hodge Saint-Christophe-et-Niévès 22 s 73 w                                  | Shareese Woods États-Unis 22 s 97 w                                                  | Latonia Wilson États-Unis 23 s 14 w                                                          |
| 400 m             | Debbie Dunn États-Unis 52 s 68                                                     | Clora Williams Jamaïque 53 s 27                                                      | Kineke Alexander Saint-Vincent-et-les-Grenadines 53 s 52                                     |
| 800 m             | Mary Harrelson États-Unis 2 min 05 s 10                                            | Lizaira Del Valle Porto Rico 2 min 05 s 73                                           | Sheena Gooding Barbade 2 min 06 s 01                                                         |
| 1 500 m           | Mary Harrelson États-Unis 4 min 30 s 09                                            | Yamilé Alaluf Mexique 4 min 37 s 64                                                  | Sonny Garcia République dominicaine 4 min 49 s 62                                            |
| 5 000 m           | Whitney McDonald États-Unis 16 min 42 s 12                                         | Marisol Romero Mexique 17 min 00 s 47                                                | Elsa Monterosso Guatemala 17 min 59 s 85                                                     |
| 100 m haies       | Candice Davis États-Unis 13 s 12                                                   | Tiffany Ofili États-Unis 13 s 27                                                     | Monique Morgan Jamaïque 13 s 39                                                              |
| 400 m haies       | Latosha Wallace États-Unis 56 s 54                                                 | Carlene Robinson Jamaïque 57 s 25                                                    | Sherlenia Green États-Unis 58 s 26                                                           |
| 3 000 m steeple   | Kristin Anderson États-Unis 10 min 21 s 82                                         | Sandra Lopez Reyes Mexique 11 min 04 s 79                                            | Gabriela Trana Costa Rica 11 min 11 s 17                                                     |
| 4 × 100 m         | Jamaïque Nadine Palmer Rose Whyte Anneisha McLaughlin Peta-Gaye Dowdie 43 s 73     | États-Unis Shameka Marshall Alexis Weatherspoon Candice Davis Mechelle Lewis 43 s 91 | Trinité-et-Tobago Ayanna Hutchinson Sasha Springer Nandelle Cameron Fana Ashby 43 s 98       |
| 4 × 400 m         | États-Unis Latosha Wallace Shareese Woods Latonia Wilson Debbie Dunn 3 min 29 s 15 | Jamaïque Ronetta Smith Carlene Robinson Rose Whyte Clora Williams 3 min 30 s 16      | Salvador Veronica Quijano Josselin Escobar Natalia Santamaria Jessica Bautista 4 min 01 s 50 |
| 10 km marche      | Cristina López Salvador 44 min 16 s 21                                             | Veronica Colindres Salvador 47 min 39 s 93                                           | Evelyn Nunez Guatemala 47 min 40 s 36                                                        |
| Saut en hauteur   | Levern Spencer Sainte-Lucie 1,89 m                                                 | Romary Rifka Mexique 1,87 m                                                          | Juana Arrendel République dominicaine 1,87 m                                                 |
| Saut à la perche  | Becky Holliday États-Unis 4,15 m                                                   | Cecilia Villar Mexique 3,60 m                                                        | Glayds Quijada Salvador 3,50 m                                                               |
| Saut en longueur  | Shameka Marshall États-Unis \|6,34 m                                               | Nolle Graham Jamaïque 6,26 m                                                         | Tanika Liburd Saint-Christophe-et-Niévès 6,12 m                                              |
| Triple saut       | Ayanna Alexander Trinité-et-Tobago 13,29 m (w)                                     | Tiombe Hurd États-Unis 13,22 m                                                       | Amy Seward Porto Rico 12,93 m                                                                |
| Lancer du poids   | Cleopatra Borel-Brown Trinité-et-Tobago 17,53 m                                    | Annie Alexander Trinité-et-Tobago 15,89 m                                            | Shernelle Nicholls Barbade 15,82 m                                                           |
| Lancer du disque  | Stephanie Trafton États-Unis 59,27 m                                               | Annie Alexander Trinité-et-Tobago 53,63 m                                            | Shernelle Nicholls Barbade 51,15 m                                                           |
| Lancer du marteau | Jessica Cosby États-Unis 65,15 m                                                   | Candice Scott Trinité-et-Tobago 60,52 m                                              | Jessica Ponce Mexique 58,95 m                                                                |
| lancer du javelot | Ana Gutierrez Mexique 51,52 m                                                      | Anna Raynor États-Unis 50,86 m                                                       | Erma-Gene Evans Sainte-Lucie 47,95 m                                                         |
| Heptathlon        | Gabriela Carrillo Salvador 5 022 pts                                               | Mariana Abuela Mexique 4 824 pts                                                     | Natoya Baird Trinité-et-Tobago 4 611 pts                                                     |

## Tableau des médailles

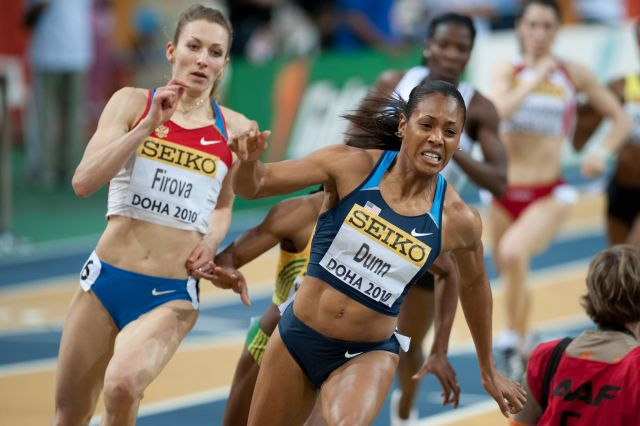
Debbie Dunn remporte les épreuves du 400 m et du relais 4 x 400 m

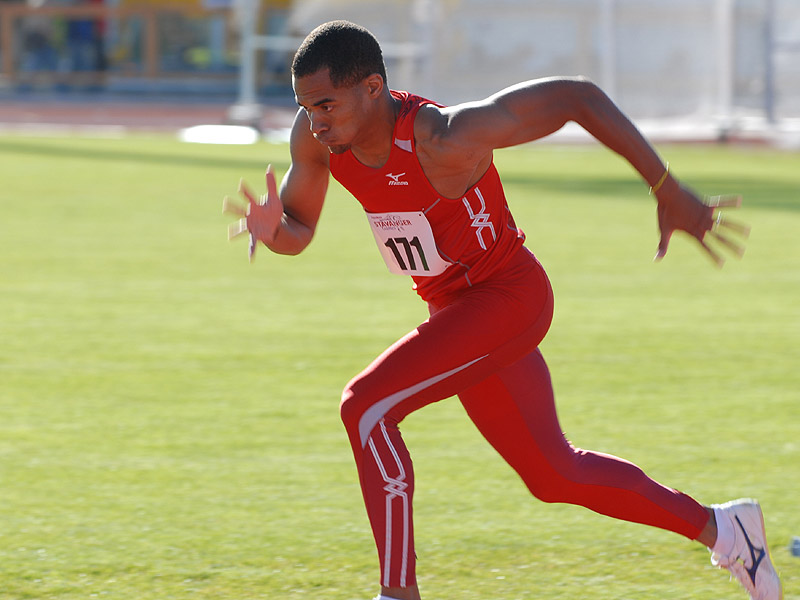
Allen Simms remporte la médaille d'argent du triple saut.

Légende
- Pays organisateur

| Rang  | Nation                          | Or | Argent | Bronze | Total |
| ----- | ------------------------------- | -- | ------ | ------ | ----- |
| 1     | États-Unis                      | 28 | 9      | 6      | 43    |
| 2     | Mexique                         | 4  | 14     | 2      | 20    |
| 3     | Trinité-et-Tobago               | 3  | 3      | 5      | 11    |
| 4     | Salvador                        | 3  | 1      | 2      | 6     |
| 5     | Jamaïque                        | 1  | 7      | 1      | 9     |
| 6     | République dominicaine          | 1  | 2      | 4      | 7     |
| 7     | Saint-Christophe-et-Niévès      | 1  | 1      | 1      | 3     |
| 8     | Sainte-Lucie                    | 1  | 0      | 1      | 2     |
| 9     | Honduras                        | 1  | 0      | 0      | 1     |
| 10    | Porto Rico                      | 0  | 2      | 4      | 6     |
| 11    | Guatemala                       | 0  | 1      | 4      | 5     |
| 12=   | Dominique                       | 0  | 1      | 1      | 2     |
| 12=   | Saint-Vincent-et-les-Grenadines | 0  | 1      | 1      | 2     |
| 14    | Belize                          | 0  | 1      | 0      | 1     |
| 15=   | Barbade                         | 0  | 0      | 3      | 3     |
| 15=   | Costa Rica                      | 0  | 0      | 3      | 3     |
| 17=   | Haïti                           | 0  | 0      | 1      | 1     |
| 17=   | Nicaragua                       | 0  | 0      | 1      | 1     |
| Total | Total                           | 43 | 43     | 41     | 127   |

## Nations participantes
| - Anguilla (1) - Aruba (1) - Barbade (7) - Bermudes (2) - Belize (5) - Îles Vierges britanniques (5) - Îles Caïmans (6) - Costa Rica (13) - Dominique (3) | - République dominicaine (28) - Guatemala (12) - Haïti (2) - Honduras (6) - Jamaïque (21) - Mexique (31) - Antilles néerlandaises (4) - Nicaragua (1) - Porto Rico (19) | - Salvador (19) - Saint-Christophe-et-Niévès (10) - Sainte-Lucie (3) - Saint-Vincent-et-les-Grenadines (5) - Trinité-et-Tobago (19) - Îles Turques-et-Caïques (1) - États-Unis (45) - Îles Vierges des États-Unis (6) |